# 韦利日
55°36′N 31°12′E / 55.600°N 31.200°E
韋利日（俄语：Велиж）是俄羅斯斯摩棱斯克州西北部的一個城市，位於西德維納河畔。2002年人口8,343人。
14世紀末期為立陶宛大公國邊境上的堡壘，1536年為沙俄所佔，但在俄羅斯空位時期被立陶宛奪回，直到第一次瓜分波蘭止。